# 엘도르 쇼무로도프
엘도르 아자마트 오글리 쇼무로도프(우즈베크어: Eldor Azamat oʻgʻli Shomurodov, 1995년 6월 29일~), 또는 옐도르 아자마토비치 쇼무로도프(러시아어: Элдо́р Азама́тович Шомуро́дов)는 우즈베키스탄의 축구 선수로 포지션은 공격수이다. 현재 세리에 A의 AS 로마와 우즈베키스탄 축구 국가대표팀에서 활동하고 있으며 대표팀의 주장을 맡고 있다.
FK 마살 무바레크과 FC 부뇨드코르에서 활동한 후 2017년부터 2020년까지 러시아 프리미어리그의 FC 로스토프에서 활동했다. 2020년 세리에 A의 제노아 CFC로 800만 유로(약 123억 원)에 이적했으며 1년 뒤 1,750만 유로(약 270억 원)에 AS 로마로 이적했다. 그는 2023년에서 2024년 사이에 스페치아 칼초와 칼리아리 칼초로 임대를 갔다 왔다.
2015년 우즈베키스탄 U-20 축구 국가대표팀 소속으로 대표팀의 2015년 FIFA U-20 월드컵 8강 진출에 기여한 후 그 해 말 우즈베키스탄 성인 대표팀에 데뷔했다. 2019년 AFC 아시안컵, 2023년 CAFA 네이션스컵에 출전한 그는 대표팀의 주장이 되어 대표팀의 역사상 첫 번째 월드컵 본선 진출에 기여했다. 그는 2025년 기준으로 대표팀에서 41득점을 기록하며 우즈베키스탄 국가대표팀의 역대 최다 득점자 기록을 가지고 있다.

## 구단 경력

### 초기 경력
1995년 우즈베키스탄 자르코르곤에서 태어난 쇼무로도프는 2014년 FK 마살 무바레크에서 프로 선수 경력을 시작했다. 2015년 마살 무바레크에서 FC 부뇨드코르로 이적했고 2017년 7월 15일 러시아 프리미어리그의 FC 로스토프로 이적했다. 그는 러시아 프리미어리그 2019-20시즌에 로스토프 소속으로 11득점을 기록했다.

## 수상 내역
FK 마살 무바레크
- 우즈베키스탄 프로 축구 리그 컵: 2014

 AS 로마
- UEFA 유로파컨퍼런스리그: 2021-22[4]
- UEFA 유로파리그 준우승: 2022-23

개인
- 올해의 우즈베키스탄 축구 선수: 2019, 2021